# Mitilene
Mitilene (in greco Μυτιλήνη?, Mytilíni; anche Metelino) è una città e comune della Grecia sull'isola di Lesbo, capoluogo della periferia dell'Egeo Settentrionale nonché dell'unità periferica di Lesbo.
Fondata probabilmente intorno all'XI secolo a.C., fu un importante polo culturale in quanto patria del poeta lirico Alceo e del filosofo Pittaco, annoverato tra i sette savi. Principale città dell'isola, fu capoluogo della prefettura di Lesbo (soppressa nel 2011) e in seguito al programma Callicrate fu poi accorpato al neonato comune di Lesbo per tornare poi autonomo nel 2019. È sede dell'Università dell'Egeo, un ateneo fondato nel 1984 e dislocato su altre quattro isole egee.

## Storia
Mitilene fu fondata intorno all'XI secolo a.C. su una piccola isola al largo di Lesbo che successivamente fu inglobata da quest'ultima. Nel VII secolo a.C. combatté contro Metimna per il controllo dell'isola, vincendo e diventando il principale centro urbano di Lesbo. Nello stesso periodo nacque il poeta lirico Alceo da cui si apprende la situazione politica della città, caratterizzata da famiglie nobili in conflitto per il potere.
Occupata durante le guerre persiane, l'isola fu liberata dopo le disfatte persiane di Micale e Platea e rientrò nella lega delio-attica. Durante la guerra del Peloponneso Mitilene e gran parte dell'isola si rivoltarono contro Atene, venendo però duramente sconfitte. Il destino degli abitanti ribelli della città fu oggetto di un acceso dibattito in Attica riportato dallo storico Tucidide nel suo saggio Guerra del Peloponneso.
Nel 344 a.C. vi soggiornò Aristotele, che qui fondò una scuola aderente ai canoni platonici, a cui si deve una descrizione della costituzione della città di cui sono pervenuti pochi frammenti. Ad essi si accostano alcuni frammenti attribuiti allo storico Ellanico.